# Årets Skåning
Hvert år siden 1967 blev Årets Skåning udnævnt. Tidligere skete det på Det Skånelandske Flags Dag den tredje søndag i juli. Nu sker det hvert år i november.
Siden 1967 er følgende personer blevet kåret til Årets Skåning:
| - 1967 – Gunnar Rosendal, sognepræst - 1968 – Östen Warnerbring, sanger - 1969 – Ernst-Hugo Järegård, skuespiller - 1970 – Ricky Bruch, sportsstjerne - 1971 – Nils Ahlroth, komiker - 1972 – Siw Malmkvist, sanger - 1973 – Lasse Holmqvist, forfatter, tv-mand - 1974 – Nils Poppe, skuespiller - 1975 – Eva Rydberg, skuespiller - 1976 – Lennart Kjellgren, forfatter - 1977 – Gabriel Jönsson, forfatter - 1978 – Ronnie Hellström og Bosse Larsson, fodboldsspillere - 1979 – Jan Möller, fodboldsspiller - 1980 – Sten Broman, komponist - 1981 – Hans Alfredson, forfatter og skuespiller - 1982 – Östen Warnerbring, sanger og musiker - 1983 – Hasse "Kvinnaböske" Andersson, sanger og musiker - 1984 – Birgit Nilsson, operasanger - 1985 – Gustav Håkansson (Stålfarfar), sanger - 1986 – Jan Malmsjö, sanger og skuespiller - 1987 – Udnævnelsen indstillet på grund af politisk indblanding - 1988 – Nils Poppe, skuespiller - 1989 – Ingvar Andersson, skuespiller - 1990 – Jan "Tollarparn" Eriksson, pianist - 1991 – Sven Melander, tv-komiker - 1992 – Hasse "Kvinnaböske" Andersson, sanger og musiker - 1993 – Christer Lundh, sanger - 1994 – Tommy Juth, operasanger - 1995 – Sixten Nordström, musikdirektør og programleder | - 1996 – Charlotte Weibull, kulturambassadør for Skåne - 1997 – Stellan Sundahl, komiker - 1998 – Danne Stråhed, musiker - 1999 – Jesper Aspegren, kendt tv-profil - 2000 – Mikael Wiehe, sanger og komponist - 2001 – Marianne Mörch, sangerinde - 2002 – Tina Nordström, TV-kok fra Helsingborg. - 2003 – Sanna Nielsen, sanger - 2004 – Anders Jansson og Johan Wester, komiker - 2005 – Peps Persson, sanger og musiker - 2006 – Henrik Larsson, fodboldsspiller - 2007 - Johan Wissman, atlet - 2008 – Percy Nilsson, entreprenør - 2009 – Anne Lundberg, programleder - 2010 – Olle Jönsson, musiker - 2011 – Måns Zelmerlöw, sanger, musiker - 2012 – Johan Glans, komiker - 2013 – Tareq Taylor, TV-kok - 2014 – Gunhild Carling, musiker - 2015 – Marcus Rosenberg, fodboldsspiller - 2016 – Rickard Söderberg, sanger - 2017 – Karin Laserow, antikvitetsekspert - 2018 – Andreas Granqvist, fodboldsspiller - 2019 – Jesper Rönndahl, komiker - 2020 – Nisse Hellberg, sanger, musiker - 2021 – Peder Fredricson, rytter (banespring) - 2022 – Farah Abadi, programleder (radio/tv) |